# Reichstag zu Worms (1155)
Der Reichstag zu Worms 1155 war die zweite Reichsversammlung unter Friedrich I. (Barbarossa), die in Worms stattfand. Der König hielt sich dort Weihnachten 1155 auf und hielt bei dieser Gelegenheit die Reichsversammlung ab.

## Vorgeschichte
Das herkömmliche Recht wertete Rechtsverstöße in erster Linie als Problem zwischen dem Opfer und demjenigen, der das Recht brach. Konsequenz war in erster Linie ein (wirtschaftlicher) Ausgleich zwischen den Parteien, Schadenersatz. Im 12. Jahrhundert aber gewann die „moderne“ Betrachtungsweise zunehmend an Boden, die in einem Rechtsverstoß (auch) einen Angriff auf den Rechtsfrieden, also ein Delikt gegen die Gesellschaft sah. Zeitgenössisch wurde das als „Friedensbruch“ bezeichnet. Im Vorfeld der Reichsversammlung vom Dezember 1155 war es zu einer heftigen Fehde zwischen Erzbischof Arnold von Mainz und dem Pfalzgrafen Hermann von Stahleck gekommen, die unter dem genannten Aspekt auch ein Verstoß gegen die Friedensordnung des Reiches darstellte.
Kaiser Friedrich I. hatte sich zu seinem ersten Italienzug und zur Kaiserkrönung 1154 / 1155 in Italien aufgehalten und war von Konstanz kommend zunächst zur Reichsburg Trifels gereist um anschließend in Worms das Weihnachtsfest zu begehen. Dies verband er mit einer Reichsversammlung, die auch in den Streit zwischen Erzbischof und Pfalzgraf eingreifen sollte.

## Inhalt
Beide, Erzbischof Arnold und Pfalzgraf Hermann, waren zu der Versammlung geladen und erschienen. Sie wurden zusammen mit ihren jeweiligen Helfern angeklagt, weil sie, während Friedrich I. sich in Italien aufhielt, „das Land […] durch Plünderung und Brandschatzung beunruhigt hatten“. Beide wurden des Landfriedensbruchs für schuldig befunden. Für den Erzbischof boten Ludwig von Looz, Burggraf von Mainz, und Graf Wilhelm von Gleiberg an, die Strafe auf sich zu nehmen. Aber die Reichsversammlung traute sich offensichtlich nicht, den Erzbischof zur Verantwortung zu ziehen und bestrafte ihn nicht. Pfalzgraf Hermann dagegen wurde zusammen mit 10 Grafen, die seine Sache unterstützt hatten, einer Ehrenstrafe unterworfen: Sie wurden zum Hundetragen verurteilt: Sie mussten jeder einen Hund eine Meile (ca. 7,5 km) weit tragen. Unter den bestraften Grafen waren Emicho III. von Leiningen, Gottfried von Sponheim, Heinrich von Katzenelnbogen, Konrad von Kyrburg und Heinrich II. von Diez. Bei der Strafe handelte es sich angeblich um überkommenes fränkisches und schwäbisches Recht. Diese Demütigung wurde offensichtlich als sehr strenge Strafe empfunden: „Als dieses strenge Urteil im ganzen transalpinischen Reich verbreitet wurde, befiel alle ein solcher Schreck, daß sie lieber Frieden halten, als sich auf Kriegswirren einlassen wollten.“ Bei der Strafe handelte es sich um einen „Ersatz“ für die eigentlich fällige Todesstrafe – soweit wollte und konnte die Reichsversammlung nicht gehen. Die Bestraften wurden durch die Strafe ehrlos gestellt, also sozial geächtet. Es dürfte der älteste Fall sein, dass wegen Landfriedensbruch in solcher Weise gegen Mitglieder des Hochadels vorgegangen wurde.

## Teilnehmer
Die heute noch bekannten Teilnehmer der Reichsversammlung ergeben sich überwiegend aus der Zeugenliste einer erhaltenen Urkunde, die am 25. Dezember 1155 während der Versammlung von Friedrich I. ausgestellt wurde. Dies waren:
- Erzbischof Arnold von Mainz
- Erzbischof Wichmann von Magdeburg
- Bischof Gebhard von Würzburg[Anm. 4]
- Bischof Eberhard von Bamberg
- Bischof Günther von Speyer[Anm. 5]
- Bischof Wigger von Brandenburg
- Bischof Heinrich von Lüttich[6]
- Bischof Konrad von Worms[Anm. 6]
- Abt Markward von Fulda
- Abt Wiricus des Benediktinerklosters St. Truiden[6]
- Herzog Friedrich von Schwaben
- Markgraf Albrecht (der Bär)
- Markgraf Konrad I. von Meißen
- Landgraf Ludwig von Thüringen
- Pfalzgraf Otto I. von Wittelsbach
- Pfalzgraf Hermann bei Rhein
- Burggraf Poppo von Würzburg[Anm. 7]
- Burggraf Ludwig von Looz, Burggraf von Mainz[6]
- Graf Berthold von Henneberg[Anm. 8]
- Graf Berthold III. von Andechs
- Graf Gottfried von Lauda (Luden)
- Graf Ludwig von Rieneck
- Graf Markward von Grumbach
- Graf Raboto von Frensdorf
- Graf Walter von Oberschüpf
- Graf Wilhelm von Gleiberg[6]
- Graf Wolfram von Wertheim[6]
- Graf Emicho von Leiningen[6]
- Graf Gottfried von Sponheim[6]
- Graf Heinrich von Katzenelnbogen[6]
- Graf Konrad von Kyrburg[6]
- Graf Heinrich II. von Diez[6]

## Abreise
Friedrich I. reiste von Worms aus weiter nach Speyer und von dort nach Straßburg.